# Leptogorgia capverdensis
Leptogorgia capverdensis är en korallart som först beskrevs av Manfred Grasshoff 1986.  Leptogorgia capverdensis ingår i släktet Leptogorgia och familjen Gorgoniidae. Inga underarter finns listade i Catalogue of Life.